# Portița, Satu Mare
Portița (maghiară Portelek, germană Portelk) este un sat în comuna Tiream din județul Satu Mare, Transilvania, România.

 Acest articol despre o localitate din județul Satu Mare este deocamdată un ciot. Puteți ajuta Wikipedia prin completarea lui.